# 壁磅县
壁磅县為緬甸伊洛瓦底省下轄的一個縣，其區域面積為5,522.4平方公里，2014年人口1,033,053人。首府位在壁磅。

## 主要市鎮
以下為皮亞朋縣主要市鎮：
- 壁磅镇区（Pyapon Township）
- 博葛禮鎮區（Bogalay Township）
- 齋拉鎮區（Kyaiklat Township）
- 代达耶镇区（Dedaye Township）

其中包含35個區、298個村組以及1,450個村莊。